# 500 đồng (tiền Việt)
500 đồng, là tờ tiền có mệnh giá nhỏ thứ ba trong hệ thống tiền tệ của Việt Nam, hiện đang lưu hành. Tờ tiền được phát hành vào ngày 15/8/1989 (số in trên các đồng tiền phổ biến là năm 1988, năm sản xuất). Mặc dù vẫn còn được lưu hành, song vì mệnh giá đồng tiền quá thấp, nên đồng tiền này không còn được sử dụng rộng rãi.

Mặt trước đồng 500 đồng tiền Việt Nam

## Thông tin
| Mệnh giá | Kích thước    | Màu chủ đạo   | Miêu tả     | Miêu tả                   | Miêu tả   | Phát hành |
| Mệnh giá | Kích thước    | Màu chủ đạo   | Mặt trước   | Mặt sau                   | Loại giấy | Phát hành |
| -------- | ------------- | ------------- | ----------- | ------------------------- | --------- | --------- |
| 500 ₫    | 130mm x 65mm. | Hồng cánh sen | Hồ Chí Minh | Phong cảnh cảng Hải Phòng | Cotton    | 1988      |